# ميخائيل مخناتكين
ميخائيل ألكسندروفيتش مخناتكين (بالروسية: Михаил Александрович Мохнаткин؛ مواليد 16 يناير 1990) هو مُقاتل فنون قتالية مختلطة روسي.

## وصلات خارجية
- ميخائيل مخناتكين على موقع شيردوغ (الإنجليزية)